# Józef Skrzek (harcmistrz)
Józef Skrzek ps. Gromek (ur. 15 września 1911 w Michałkowicach, zm. 3 grudnia 1941 w Bytkowie) – polski pedagog, działacz harcerski i niepodległościowy.

## Życiorys

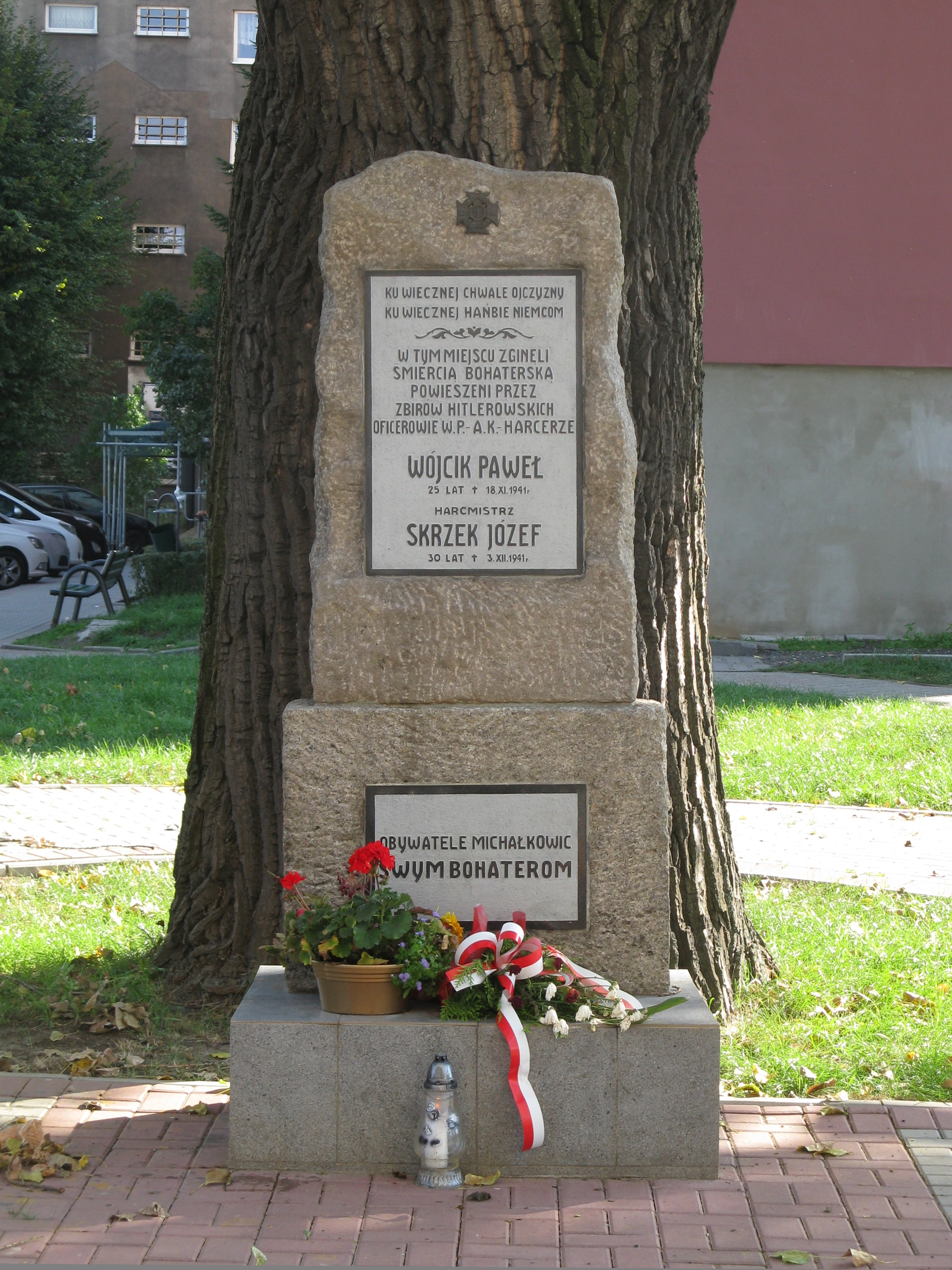
Pomnik upamiętniający śmierć Józefa Skrzeka i Pawła Wójcika na placu Skrzeka i Wójcika w Siemianowicach Śląskich-Bytkowie, pod topolą, na której zostali powieszeni (2018)

Syn Florentyny i Franciszka. Po roku 1932 nauczyciel w szkołach w Brzezinach Śląskich i Piecach. W 1935 roku uzyskał stopień podharcmistrza i oficera rezerwy Wojska Polskiego. W okresie 1937–1939 był pedagogiem na Uniwersytecie Ludowym w Górkach Wielkich i studentem na Wyższym Studium Handlowym w Krakowie. Miesiąc przed wybuchem II wojny światowej został oficerem 3 Pułku Strzelców Podhalańskich. Podczas okupacji niemieckiej wstąpił do organizacji konspiracyjnej Siły Zbrojne Polski. W 1940 roku SZP powierzyły mu inspektorat wojskowy w okręgu katowickim w celu nawiązania kontaktów z tajnym harcerstwem. Używał wtedy pseudonimu „Gromek”. Został aresztowany w Katowicach w kawiarni „Europa”, podczas spotkania z łączniczką Heleną Mathea (Mateja) „Julką” (będącą na usługach gestapo) i osadzony w więzieniu w Mysłowicach. Zmarł powieszony na drzewie w Bytkowie przez hitlerowców, w tym samym miejscu, gdzie 18 listopada 1941 stracony został Paweł Wójcik. Jego ostatnie słowa to „Niech żyje Polska, niech żyje Chrystus Król”. 
Od roku 1961 jest patronem Szkoły Podstawowej nr 13 w Siemianowicach Śląskich – Michałkowicach.